# TSV Roßtal
Der Turn- und Sportverein Roßtal e. V., kurz TSV Roßtal, ist ein Sportverein aus dem mittelfränkischen Roßtal im Landkreis Fürth der 17 Sparten zur Auswahl stellt.

## Geschichte
Der aus 1900 Mitgliedern bestehende TSV Roßtal ist im Juli 2018 aus dem Zusammenschluss der Vereine TV Roßtal, der 2014 sein 100-jähriges Jubiläum feierte und dem Tuspo Roßtal entstanden. Grund der Fusion war dem Sport in der Region eine langfristige Zukunft zu geben und der Bau eines Sportgeländes, welches den Ansprüchen beider Vereine gerecht werden soll.
Der TSV Roßtal bietet neben Handball auch die Sportarten Fußball, Turnen, Tischtennis, Fitness, Badminton, Judo, Ballett, Laufen, Klettern, Volleyball, Boule, Faustball, Indiaca, Kegeln, Darts und Kindersport bis 6 an.

### Handball
Die Handballabteilung des TSV Roßtal nimmt aktuell mit drei Herrenmannschaften, zwei Damenteams und sechs Nachwuchsmannschaften am Spielbetrieb des Bayerischen Handballverbandes (BHV) teil. Der TSV trägt seine Heimspiele in der Mittelschule Roßtal und der Sportmeile Roßtal aus. Die 1. Herrenmannschaft spielt 2024/25 in der Handball-Regionalliga und das 1. Damenteam in der Oberliga-Nord. Größter Erfolg der Roßtaler Handballer war bisher, neben dem Aufstieg in die viertklassige Handball-Regionalliga, die Teilnahme der 1. Mannschaft (Herren) an der Hauptrunde im DHB-Pokal.

#### Erfolge
| - Männer - DHB-Pokal Hauptrunde 2011/12 - Aufstieg in die Regionalliga 2024 - Aufstieg in die Bayernliga (4. Liga) 2020 - Aufstieg in die Verbandsliga (4. Liga) 1978 - Nordbayerischer Landesliga-Vizemeister 2020 - Aufstieg in die Nordbayerische Landesliga 2015 | - BHV-Pokalfinalist 2011 - Mittelfränkischer Meister 2015 - Aufstieg in die Nordbayerische Landesliga 2010 - Frauen - Aufstieg in die bayerische Oberliga 2024 - Aufstieg in die Nordbayerische Landesliga 2022 - Mittelfränkischer Meister (Frauen) 2022, 2024 |

## Sportmeile
Das von allen Sportarten zu nutzende Sportgelände ist im Jahr 2018 entstanden. Der TV Roßtal und Tuspo Roßtal gründeten die GbR Sportmeile Roßtal, die im Zusammenwirken mit der Marktgemeinde und dem BLSV das Projekt realisierte. Die Einweihung der Sportmeile fand im September 2018 statt.